# Kap Lázara
Kap Lázara (in Argentinien Cabo Costa Lázara) ist der nördliche Ausläufer von Snow Hill Island im antarktischen Weddell-Meer.
Teilnehmer einer von 1953 bis 1954 durchgeführten argentinischen Antarktisexpedition benannten das Kap nach Leutnant Costa Lázara, Pilot bei der argentinischen Marine, der bei einem Flugzeugunglück ums Leben gekommen war.